# Катков В'ячеслав Сергійович
В'ячеслав Сергійович Катков (рос. Вячеслав Сергеевич Катков; нар. 19 грудня 1943, Коломна, Московська область, РРФСР) — радянський російський футболіст, універсал. Радянський та молдовський тренер. Більшість кар'єри провів у кишинівському клубі «Ністру», з яким вийшов у вищу лігу чемпіонату СРСР.

## Життєпис

### До початку кар'єри в командах майстрів
Розпочав займати футболом у рідній Коломні, оскільки проживав поряд зі стадіоном патефонного заводу, де було футбольне поле. У 16 років запрошений до команди патефонного заводу «Торпедо», яке грало на першість Московської області. Першим тренером Каткова став Володимир Миколайович Пєшехонцев. Після «Торпедо» грав у команді сусіднього заводу «Союз СТР».

### «Авангард»
У 17 років запрошений до місцевої команди майстрів «Авангард». Команда була під егідою Коломенського заводу і виступала у класі «Б» чемпіонату СРСР, тут уже грали товариші Каткова на подвір'ї Едуарда Малофєєва та Михайло Мустигін. В «Авангарді» пробув 3 роки, спочатку грав на позиції правого нападника.

### «Салют»
У 19 років призваний на службу у Вільнюс, армійську команду «Салют», яка виступала на першість Литовської РСР. Як і в «Авангарді», так і в «Салюті» виступав у нападі. Тут Катков року познайомився з призваним із Риги Володимиром Госперським, з яким вони стали друзями на все життя. З Вільнюса Каткова планували направити служити до ГРВН, але за порадою тренерів «Салюту» він навмисно не пройшов комісію зі зору, щоб залишитися в команді.

### СКА (Рига)
З Вільнюса Каткова та Госперського перевели до ризького СКА. З цією командою брали участь у першості Збройних Сил СРСР, де займали перше, друге та третє місця. Після першості 1964 року, що проводився на московському стадіоні ЦСКА на 2-й Піщаній вулиці, п'ятеро людей з ризького СКА отримали запрошення в інші армійські клуби, так Госперський вирушив до складу львівського СКА, а Катков до складу ЦСКА.

### ЦСКА
В основному складі ЦСКА провів 1 матч у півзахисті при новому тренері команди Всеволоді Боброві в сезоні 1967 року, домашня перемога 1:0 проти мінського «Динамо», за яке тоді виступали знайомі Каткова по Коломні Малофєєв та Мустигін. У цьому матчі вміла опіка Катковим гравця мінчан Василя Курилова була окремо відзначена пресою. Але після цього Катков отримав травму, й присів у запас.

### СКА (Одеса)
Оскільки місце в основі ЦСКА було вже зайняте конкурентом, за порадою керівництва команди вирушив до іншого армійського клубу, СКА з Одеси, але в цьому клубі пробув лише півроку. Розглядав перехід до харківського «Металіста», куди його запрошував Олег Базилевич, але в підсумку разом з іншим гравцем СКА Валерієм Колбасюком, перебрався до кишинівської «Молдови».

### «Ністру»
У Кишиневі оселився у районі Ботаніка. За кишинівський клуб («Молдова», з 1972 року перейменований у «Ністру») провів 7 сезонів з 1968 по 1974 рік. У 1973 році «Ністру» з тренером Корольковим та Катковим в основному складі за підсумками сезону першої ліги посів 2-ге місце та отримав путівку до вищої ліги. Але в сезоні вищої ліги 1974 року провів за команду лише 1 матч, у квітні з «Дніпром».

### «Харчовик»
Тренер «Ністру» Корольков дав зрозуміти Каткову вже на початку року, що не розраховуватиме на нього по ходу сезону 1974 року. Отож, В'ячеслав прийняв пропозицію тренера Юрія Войнова перейти до нього в «Харчовик» з Бендер. У цьому клубі 1974 року Катков закінчив кар'єру в командах майстрів.

### По завершенні кар'єри гравця
Після закінчення кар'єри став дитячим тренером. На його пропозицію у 1986 році юна молдавська спортсменка Наталія Бундукі розпочала займатися футболом, а згодом стала легендарною футболісткою. Грає у захисті за збірну ветеранів FMF (Футбольної федерації Молдови), капітан команди, у 2010 році був визнаний найкращим гравцем турніру на Кубок FMF.